# 성한용
성한용은 대한민국의 언론인이다. 2014년 기준으로, 한겨레신문 정치부 선임기자이다.

## 학력
- 서강대학교 정치외교학과 졸업

## 경력
- 서울신문 사회부 기자
- 한겨레신문
- 한겨레신문 정치부 차장
- 한겨레신문 민권사회2부장
- 한겨레신문 사회부장
- 한겨레신문 정치부장
- 한겨레신문 편집국장
- 한겨레신문 정치부 선임기자
- 한겨레신문 편집국장
- 국회 국민통합위원회 정치분과위원
- 헌법개정 및 정치제도 개선 자문위원회 자문위원